# Faszientraining

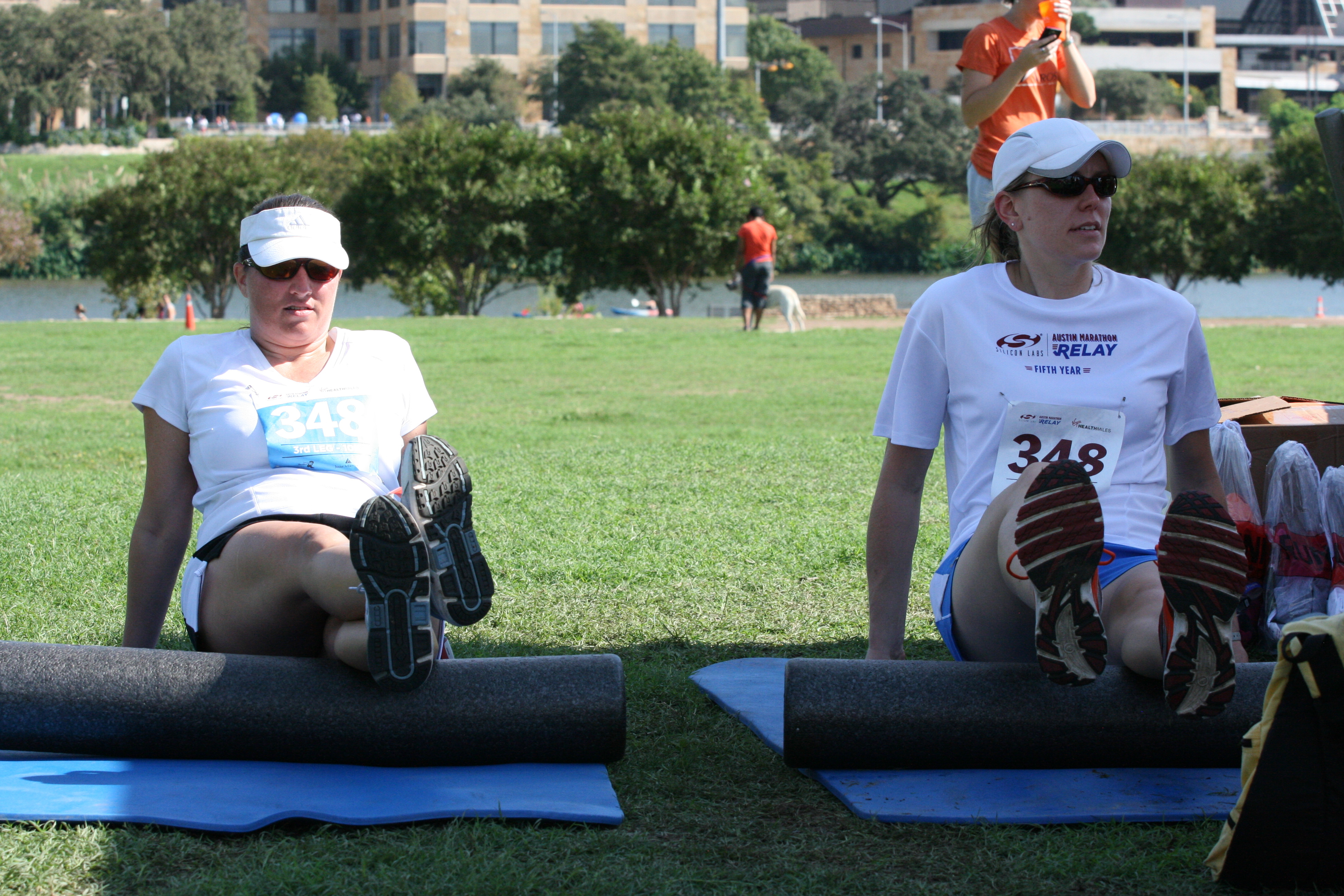
Zwei Personen benutzen Faszienrollen

Faszientraining beschreibt eine bewegungstherapeutische oder sportliche Trainingsmethode zur gezielten Förderung der Eigenschaften des muskulären Bindegewebes, der Faszien. Faszien sind faserige Bindegewebsbildungen des Bewegungsapparats, deren Architektur in erster Linie an wiederkehrende Zugbelastungen angepasst ist. Die Zugfestigkeit und Dehnbarkeit dieser meist weißlichen bis transparenten Fasergewebe wird primär durch deren Anteil an Kollagen-Fasern bestimmt.

## Ursprung
Ein wichtiger Hintergrund zur Entwicklung des Faszientrainings ist die Erkenntnis, dass die überwiegende Mehrheit der Überlastungsschäden im Sportbereich nicht die Muskelfasern, Knochen, Bandscheiben oder kardiovaskulären Strukturen betreffen, sondern auf ein Versagen des faserigen, kollagenen Bindegewebes des Bewegungsapparates zurückzuführen ist. Selbst die sogenannten Muskelfaserrisse treten fast nie innerhalb der roten Muskelfasern auf, sondern in deren weißlich kollagenen Faserverlängerungen.
Aufbauend auf dem davisschen Gesetz wird im Faszientraining angenommen, dass sich die Architektur der faszialen Gewebe auf wiederkehrende und adäquat dosierte Belastungsreize so anpasst, dass sie diesen Herausforderungen zukünftig noch besser gewachsen ist. Voraussetzung hierfür scheint das Überschreiten eines bestimmten Schwellwertes – hier für Dehnbelastungen – zu sein. Während beispielsweise bereits moderate Belastungen ausreichen, um langfristiges Wachstum der Muskelfasern zu fördern, sind wesentlich höhere Belastungen nötig, damit die mit den Muskeln verbundenen Sehnen und Sehnenplatten gekräftigt werden. Aus diesen und anderen Forschungsbefunden wird von den Protagonisten die Schlussfolgerung gezogen, dass bei einem üblichen Muskelkräftigungs- oder Herz-Kreislauf-Training nicht garantiert ist, dass damit auch die faszialen Gewebe optimal trainiert werden beziehungsweise, dass ein optimales Faszientraining anderer Belastungsreize bedarf, als es bei diesen beiden konventionellen Trainingsarten üblicherweise der Fall ist.
Der erste Artikel über ein spezifisches Faszientraining erschien 2012 als Kapitelbeitrag im ersten umfassenden Lehrbuch über Faszien; er wurde wenig später in noch ausführlicherer Form in einem wissenschaftlichen Journal veröffentlicht: Die beiden Autoren Robert Schleip und Divo Gitta Müller beschrieben darin wesentliche Grundprinzipien des Trainingskonzeptes sowie eine Reihe praktischer Anwendungen, welche sie später zusammen mit anderen Personen zur Methode der Fascial Fitness weiter entwickelten. Wesentliche Einflüsse zu diesen Grundlagen kamen auch von dem amerikanischen Autor und Körpertherapeuten Thomas Myers, von dem kanadischen Sport-Chiropraktor Wilbour Kelsick sowie von den deutschen Sportpädagogen Markus Roßmann und Stefan Dennenmoser.

## Faszienaufbau
Das faserige Bindegewebe (Faszie) besteht im Wesentlichen aus Kollagen- und wenigen Elastin-Fasern, welche in eine Grundsubstanz aus Wasser und Zucker-Eiweiß-Verbindungen eingebettet sind. Dieses Netzwerk durchzieht den Körper in alle Richtungen. Fasern sowie die meisten Bestandteile der Grundsubstanz werden von den Bindegewebszellen, Fibroblasten, hergestellt und aufrechterhalten, welche jedoch selbst nur einen sehr geringen Anteil des Volumens ausmachen.
Eine Besonderheit der Faszien ist deren enorme, architektonische Anpassungsfähigkeit an wiederkehrende herausfordernde Zugbelastungen. Je nach Belastung wird das Bindegewebe zunehmend fester. Die Faserrichtung passt sich hierbei den dominanten Zugrichtungen an. So bildet sich der kräftige Tractus iliotibialis als kräftige Sehnenplatte an der Außenseite des menschlichen Oberschenkels erst durch die Einbein-Belastung beim Gehen und Rennen, während er bei Kindern im Krabbelalter oder bei Rollstuhlfahrern nicht erkennbar ist. Umgekehrt findet sich bei Reitern, die täglich mehrere Stunden auf dem Pferderücken verbringen, eine deutliche Verfestigung der faszialen Strukturen an den Oberschenkel-Innenseiten.
Das Fasziengewebe jüngerer Menschen weist in umhüllenden Faszien häufig eine scherengitterartige, bidirektionale Netzstruktur auf, während bei älteren Personen eine multidirektionale bzw. ungerichtete Faserstruktur ähnlich einem Filzgewebe vorherrscht.
Bei den einzelnen Kollagenfasern zeigt sich bei jüngeren Personen eine deutlich ausgeprägte Wellenstruktur. Beide Eigenschaften – die bidirektionale Ausrichtung und die Wellenstruktur – gehen bei Bewegungsmangel sowie mit zunehmendem Alter verloren.
Im Fasziengewebe bilden sich dann zunehmend ungeordnete, planlose Querverbindungen. Das Fasernetz verliert somit seine Elastizität und es bilden sich Verklebungen und Verfilzungen. Wissenschaftliche Studien konnten die Annahme bestätigen, dass adäquate sportliche Belastungen einen Umbau der faszialen Architektur in Richtung auf eine vermehrte Wellenstruktur bewirken sowie auch eine erhöhte elastische Speicherkapazität und auf eine verbesserte Zugfestigkeit.

## Der Katapulteffekt
Kängurus und Gazellen machen sich bei ihrer Sprungtechnik den „Katapult-Mechanismus“ zunutze: Die Sehnen und Faszien der Beine werden wie elastische Gummibänder vorgespannt, das gezielte Loslassen der darin gespeicherten kinetischen Energie ermöglicht die erstaunlichen Sprünge.
Bei Untersuchungen der menschlichen Muskeln und Sehnen des Beines stellte man fest, dass auch hier eine prinzipiell ähnliche Speicherung und Entladung kinetischer Energie stattfindet wie bei Gazellen. Beim Hüpfen und Rennen entsteht ein erheblicher Teil der Beschleunigungskraft aus der dynamischen Federung der Faszien.
Bei elastisch federnden Bewegungen ändern Muskelfasern kaum ihre Länge, hingegen verlängern und verkürzen sich die Sehnen und faszialen Sehnenplatten sehr deutlich in einer federnden Längenveränderung und tragen somit wesentlich zur Bewegung bei. Zu dieser Erkenntnis trugen vor allem neue Anwendungen hochauflösender Ultraschall-Untersuchungen an lebenden Menschen bei.
Ein wesentliches Ziel des Faszientrainings ist es daher, die Fibroblasten anzuregen, eine jugendlich elastische Architektur im muskulären Bindegewebe aufzubauen und zu erhalten. Richtig dosiert, können wenige elastische Federungen pro Woche ausreichen, um auch bei älteren Personen über einen Zeitraum von mehreren Monaten eine höhere elastische Speicherkapazität zu induzieren.

## Trainingselemente
In den ersten Publikationen zum Faszientraining von Schleip und Müller wurden folgende vier Trainingselemente aufgeführt:
1. Federn / Rebound Elasticity – der Katapult-Mechanismus
2. Dehnen / Fascial Stretch – das Dehnen langer Ketten
3. Beleben / Fascial Release – Eigenbehandlung mit der Faszienrolle
4. Spüren / die Körperwahrnehmung (= Propriozeption) verbessern.

## Kritik
Zur Anwendung der Faszienrollen gibt es kritische Stimmen, die vor einer übertriebenen Anwendung ohne ärztliche Anleitung warnen, insbesondere bei Menschen, deren Bindegewebe verletzungsanfällig sein könnte. Gelegentlich wird auch angezweifelt, ob deutliche Adhäsionen im Bindegewebe durch Dehnungen oder Rollen-Gebrauch wirksam verändert werden können. Ferner wird postuliert, dass die Faszien bei gesunden Personen beim konventionellen Muskeltraining bereits optimal mit trainiert würden und daher kein spezifisches Training benötigten, es sei denn, dass ein Defizit im Bereich der Faszien vorliegt.
Während es zu den einzelnen vier Trainingselementen des Faszientrainings jeweils wissenschaftliche Studien zur klinischen Wirksamkeit gibt, ist dies bezüglich einer kombinierten Anwendung aller vier Komponenten bisher nicht der Fall. Auch die meisten aktuellen Protagonisten der Methode stimmen zu, dass weitere Studien nötig sind, um die Wirkungen eines umfassenden Faszientrainings besser beurteilen zu können. Kritisiert wird der Trend, bei dem Faszien- anstatt Muskeltraining beworben wird, obwohl es als Ergänzung zu sehen sei.